# نظرية الانجراف القاري

نظرية الانجراف القاري

الانجراف القاري أو تزحزح القارات أو زحف القارات أو زحزحة القارات هو نشاط جيولوجي تقوم به الصفائح التكتونية للكرة الأرضية وتتمثل في حركات تكتونية إما التباعد أو التقارب أو الاحتكاك ما بين صفيحتين، لتبدو وكأنها تتزحزح عبر قاع البحر. كان أبراهام أورتيليوس أول من افترض أن القارات قد تكون «تتزحزح»، وذلك سنة 1596 م. إلا أن هذه الفرضية تطورت واكتملت بشكل مستقل على يد ألفريد فيجنر سنة 1912 م، لكن نظريته رفضها البعض لعدم شرحها للآلية التي تم بها ذلك، ورفضها البعض الآخر لما تضمنته من افتراضات نظرية. ثم لاقت قبولاً بعد أن قدمت نظرية الصفائح التكتونية شرحًا لآلية حركة القارات.

## التاريخ

### قديمًا

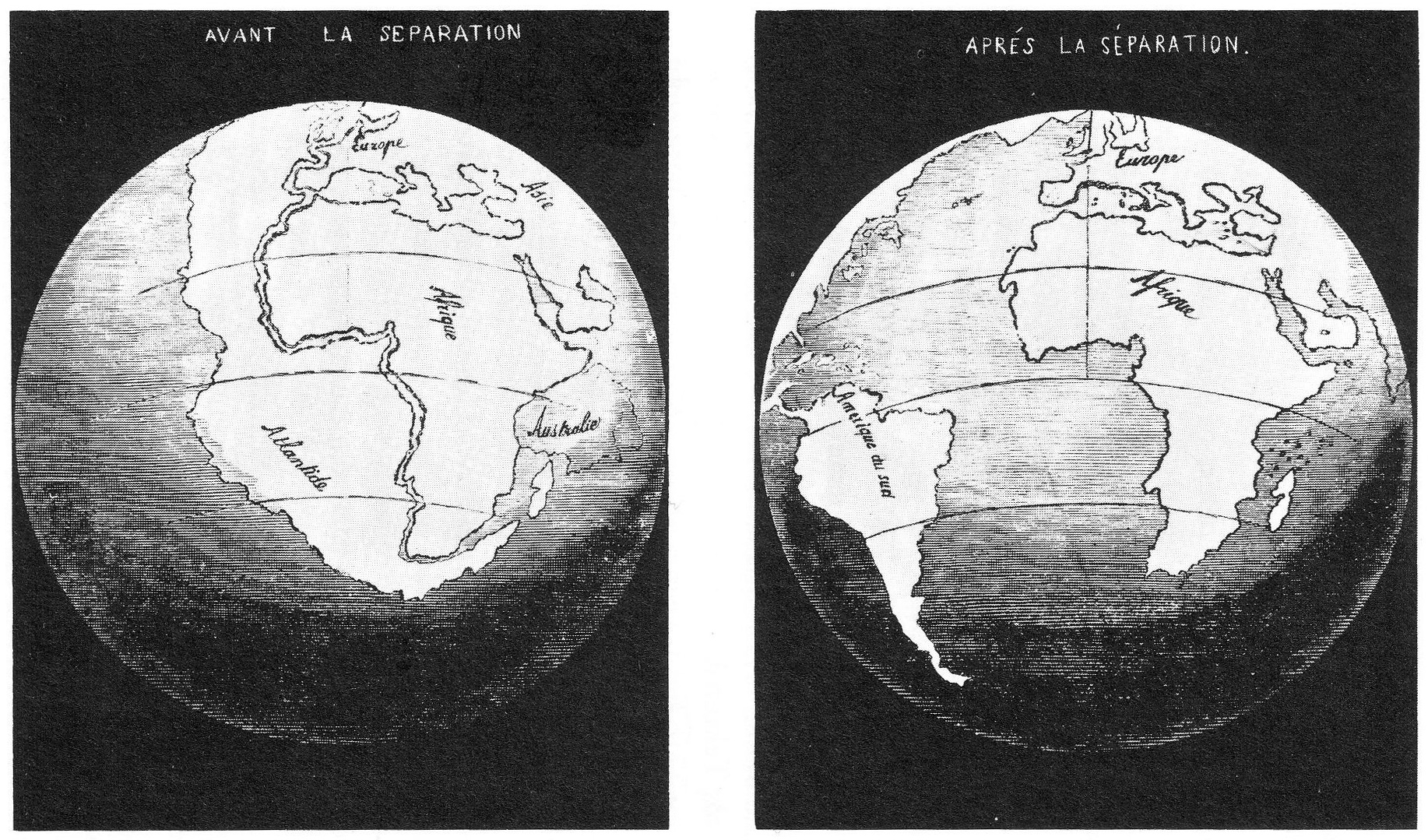
توضيح أنطونيو سنيدر-بيليغريني للمحيط الأطلنطي المنغلق والمفتوح (1858)

قديمًا، قال عدد من العلماء أمثال أبراهام أوريليوس (سنة 1596), وثيودور كريستوف ليلينثال (سنة 1756) وألكسندر فون هومبولت (سنتي 1801 و 1845) وأنطونيو سنيدر-بيليغريني [الإنجليزية] (سنة 1858) وغيرهم آخرين بأن شكل القارات على جانبي المحيط الأطلسي (بالأخص أفريقيا وأمريكا الجنوبية) تبدو كما لو كانوا متطابقة. وقد وصفت جاكلين كيوس أفكار أوريليوس قائلةً:
في سنة 1889 م، كتب ألفرد راسل والاس قائلاً: «في السابق، كان هناك اعتقاد عام شائع، حتى بين علماء الجيولوجيا، أن الشكل العامة لسطح الأرض تعرّض لتحولات مستمرة، وأنه خلال الزمن الجيولوجي المعروف تبدّلت مواقع القارات والمحيطات العظمى مرارًا وتكرارًا مع بعضها البعض.» واقتبس قول تشارلز لايل بأن: «على الرغم من أن القارات بقيت كما هي عبر الحقب الجيولوجية، إلا أنها تغيّرت مواقعها تمامًا عبر الزمن.»
وفي سنة 1863 م، عارض جيمس دانا في كتابه «دليل الجيولوجيا» تلك الفكرة قائلاً بأن: «القارات والمحيطات قد حافظت على حدودها وهيئاتها منذ العصور السحيقة، والذي أمكن إثباته من خلال دراسة موقع أمريكا الشمالية وتوزيع قيعان البحار في العصر السيلوري - بالأخص خلال حقبة بوتسدام - وربما يمكن إثباته بتطبيق تلك الحالة على القارات الأخرى أيضًا.» كان لدانا نفوذًا هائلاً في أمريكا - ولا زال كتابه «دليل المعادن» يُطبع في إصدارات منقحة - وأصبحت نظريته تلك تُعرف باسم «النظرية الدائمة».
وجدت تلك النظرية تأييدًا بعد حملة تشالنجر لاستكشاف قيعان البحار العميقة بين سنتي 1872-1876 م، والتي أظهرت خلافًا لما هو متوقع، أن الطمي الذي جلبته الأنهار إلى المحيط ترسّب تدريجيًا بالقرب من الشواطيء في ما يعرف الآن باسم الرصيف القاري، مما دعّم نظرية أن مواقع المحيطات أبدية على سطح الأرض، وأن القارات لم تتبدل مواقعها.

### فيجنر ومن سبقوه

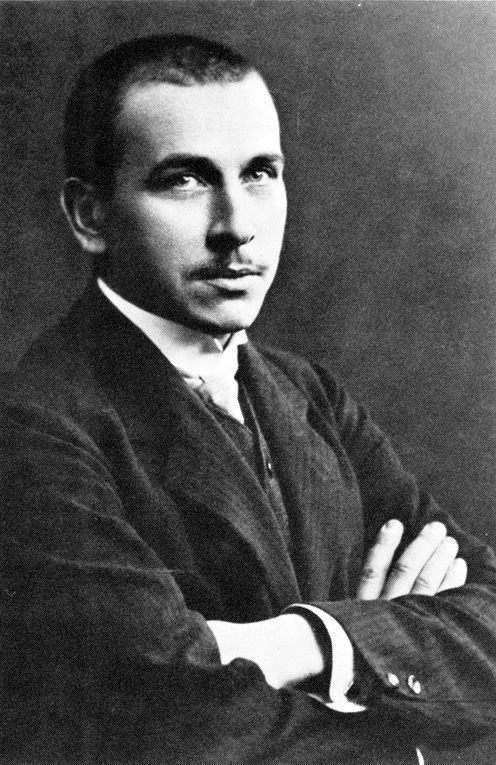
ألفريد فيجنر.

في 6 يناير 1912 م، قدّم ألفريد فيجنر أمام الجمعية الجيولوجية الألمانية فرضية أن القارات كانت يومًا ما قارة واحدة عملاقة قبل أن تنقسم وتنجرف إلى مواقعها الحالية. ورغم أن فيجنر وضع نظريته باستقلالية وبشمولية أكثر مما اقترحه من سبقوه، إلا أنه أرجع فضل ما توصّل له إلى أفكار عدد من المؤلفين الذين سبقوه أمثال فرانكلين كوكسوورثي (بين سنتي 1848-1890 م) وروبرتو مانتوفاني (بين سنتي 1889-1909 م) وويليام هنري بيكرينغ (1907 م) وفرانك بورسيلي تايلور (1908 م). وفي سنة 1858 م، افترض إدوارد سويس وجود قارة عملاقة غندوانا، وكذلك افترض وجود المحيط العملاق بانثالاسا سنة 1893 م. وفي سنة 1895 م، قدّم جون بيري ورقة افترض فيها باطن الأرض كان سائلاً، واعترض على تقدير لورد كلفن لعمر الأرض.
فعلى سبيل المثال، أدى تشابه التكوينات الجيولوجية للقارات الجنوبية إلى افتراض روبرتو مانتوفاني سنتي 1889 و1909 م أن جميع القارات كانت يومًا ما مترابطة في قارة عظمى (تُعرف الآن باسم بانجيا)، وقد أشار فيجنر في فرضيته إلى آراء مانتوفاني وخرائطه عن المواقع السابقة للقارات الجنوبية. ونظرًا، للنشاط البركاني الناتج عن التمدد الحراري، انقسمت تلك القارة وانجرفت القارات الجديدة مبتعدة عن بعضها البعض بسبب تمدّد مناطق الانفصال، التي تُشكّل المحيطات الآن. أدى ذلك إلى افتراض مانتوفاني نظرية تمدد الأرض التي لم يثبُت صحتها منذ ذلك الحين.
وفي سنة 1908 م، افترض فرانك بورسيلي تايلور في ورقته التي نشرها سنة 1910 م، أن القارات تنجرف دون أن يكون هناك تمدد للأرض، قائلاً بأن آلية ذلك كانت من خلال انجذاب القارات نحو خط الاستواء عندما زادت جاذبية القمر خلال العصر الكريتاسي، وبالتالي تكونت جبال الهيمالايا وجبال الألب. وقد قال فيجنر أن جميع تلك النظريات، وتتشابه إلى حد بعيد مع نظريته.
كان فيجنر أول من استخدم عبارة «الانجراف القاري» (سنتي 1912، 1915 م) ((بالألمانية: die Verschiebung der Kontinente) التي ترجمت إلى الإنجليزية سنة 1922 م)، حين نشر رسميًا الفرضية القائلة بأن القارات «انجرفت» بطريقة أو بأخرى عن بعضها البعض. وعلى الرغم من تقديمه الكثير من الأدلة على الانجراف القاري، إلا أنه لم يتمكن من تقديم تفسير مقنع للعمليات الفيزيائية التي قد تكون تسببت في هذا الانجراف. فاقترح أن القارات ابتعدت عن بعضها البعض من خلال قوة طرد مركزية ناتجة عن دوران الأرض أو من خلال الحركة البدارية الفلكية، وهو ما تم رفضه بعد أن أظهرت الحسابات أن تلك القوة ليست كافية لحدوث ذلك. وفي سنة 1920 م، درس بول سوفوس إبشتاين فرضية القوة الطاردة المركزية الناتجة عن دوران الأرض، ووجد أنها أيضًا غير مقبولة.

## دلائل زحزحة القارات

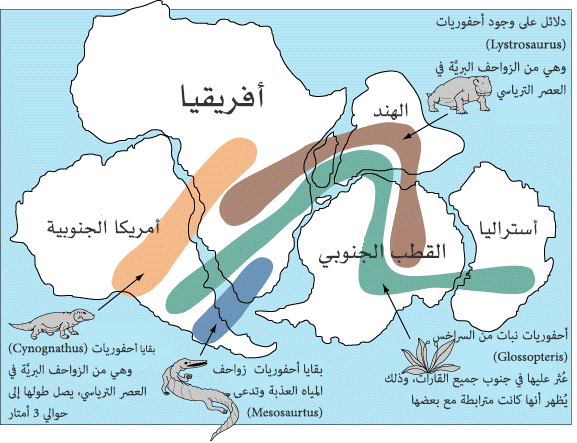
نماذج أحفورية عبر القارات (غندوانا).

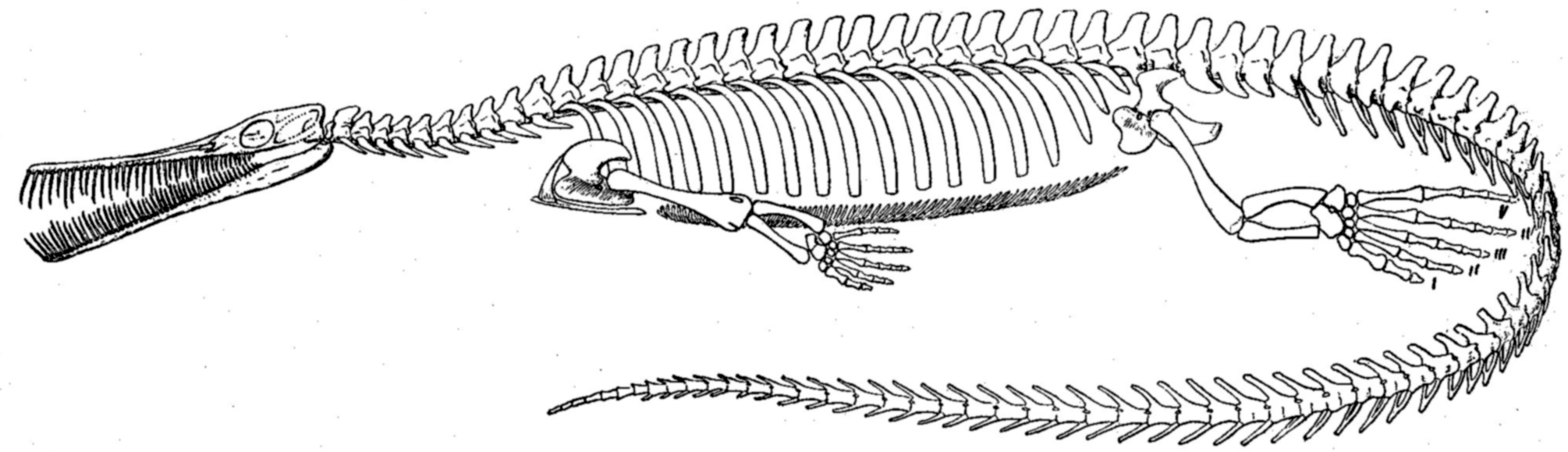
هيكل عظمي للميسوصور من رسم ماككريجور سنة 1908 م.

تعددت الدلائل على حركة القارات على الصفائح التكتونية الآن. فقد عُثرت على أحافير لنباتات وحيوانات على شواطيء قارات مختلفة، مما يدعو للاعتقاد بأنهم كانوا يومًا ما مجتمعين. وقد وجدت أحفوريات لميسوصورات وهو من زواحف المياه العذبة يشبه التمساح الصغير في كل من البرازيل وجنوب أفريقيا. كما اكتشفت أحفوريات لسحلية المجرفة وهي من الزواحف الأرضية في صخور ترجع لنفس الزمن الجيولوجي في مواقع في أفريقيا والهند والقارة القطبية الجنوبية. وهناك أيضا أدلة الحي الحيوانات نفسها التي وجدت على قارتين.عُثر على بعض العائلات دودة الأرض (على سبيل المثال Ocnerodrilidae، Acanthodrilidae، Octochaetidae) في أمريكا الجنوبية وأفريقيا، على سبيل المثال. وهناك أمثلة حية لا زالت بيننا لحيوانات موجودة في قارتين مختلفتين، مثل بعض عائلات دودة الأرض التي تتواجد في أفريقيا وأمريكا الجنوبية.
دعى التشابه الواضح بين شكل جانبي قارتي أفريقيا وأمريكا الجنوبية، وإن كان تطابقًا مؤقتًا حيث ستؤدي القوى الفيزيائية لتكتونيات الصفائح عبر ملايين السنين إلى انفصال ودوران تلك القارات، فيجنر لدراسة ما أطلق عليه الانجراف القاري التي مات دون أن يرى قبول فرضيته. وكان توزيع الرواسب الجليدية التي تعود للعصر البرمي-الكربوني [الإنجليزية] في أمريكا الجنوبية وأفريقيا ومدغشقر والجزيرة العربية والهند والقارة القطبية الجنوبية وأستراليا أحد الدلائل الرئيسية على نظرية الانجراف القاري. كما دعى اتصال المثلجات المستنتجة من التصدعات والترسيبات الجليدية إلى التفكير في وجود القارة العملاقة غندوانا، التي أصبحت عنصرًا أساسيًا في فهم نظرية الانجراف القاري. وتشير التصدعات الجليدية إلى تحرك المثلجات ابتعادًا عن خط الاستواء نحو القطبين، مما يؤيد فكرة أن القارات الجنوبية كان سابقًا في مواقع مختلفة تمامًا عن مواقعها الحالية، فضلاً عن كونها كانت متجاورة مع بعضها البعض.

## معارضة النظرية
رُفضت نظرية الانجراف القاري لسنوات عديدة. فلم يؤمن الجيولوجيون أن الأدلة التي قدمها فيجنر لإثبات النظرية كافية. ورغم القبول الآن لفكرة أن الصفائح التي تحمل القارات تتحرك، إلا أن تلك الفكرة كانت من أكبر الاعتراضات التي لم يجد لها فيجنر حلاً حين سُأل عن طبيعة القوى التي تدفع وتحرك تلك الصفائح؟ دافع الجيولوجي البريطاني آرثر هولمز بشدة عن نظرية الانجراف القاري في الوقت الذي واجهت فيه النظرية معارضة عنيفة، بل واقترح في سنة 1931 م أن الدثار يحتوي على خلايا حمل حراري تبدد الحرارة إشعاعيًا، وتحرّك القشرة الأرضية. كما أنهى كتابه «مباديء الجيولوجيا الفيزيائية» الذي نشر سنة 1944 م، بفصل عن الانجراف القاري. وقد ذكر ديفيد أتينبارا موقفًا حدث أثناء دراسته في الجامعة في أربعينيات القرن العشرين يوضح حالة الرفض لتلك النظرية حينئذ، قائلاً: «ذات مرة، سألت أحد المحاضرين لماذا لا يحدثنا عن الانجراف القاري، فسألني باحتقار إن كنت تستطيع إثبات وجود قوة بإمكانها تحريك القارات، وقتها سيُفكّر في الحديث عن تلك النظرية. مُضيفًا أن الفكرة بحد ذاتها هراء.»
أظهرت الخرائط الجيولوجية في تلك الفترة وجود جسور يابسة عملاقة تمتد بين المحيطين الأطلسي والهندي ربطت بين التشابه في الحياة النباتية والحيوانية وانقسام قارة آسيا في العصر البرمي، ولكنها فشلت في الربط بين المثلجات في الهند وأستراليا وجنوب أفريقيا. في سنة 1953 م، أي قبل خمس سنوات من تقديم صامويل وارين كاري لنظرية الصفائح التكتونية، رفض الفيزيائي شيدغر نظرية الانجراف القاري لعدة أسباب أولها أن الكتل العائمة في أي مجسم أرضي دائر ستتجمع عند خط الاستواء وتستقر عنده، وهذا يُفسّر تواجد فواصل جبلية بين أي قارتين. ثانيًا، أن الكتل العائمة في الأوساط السائلة كالجبال الجليدية في المحيط، لابد أن تكون خاضعة لتوازن قوى بمعنى أنه يجب أن تكون قوى الجذب وقوى الطفو في حالة تعادل، لكن أظهرت قياسات الجاذبية أن العديد من المناطق لا تخضع لهذا التوازن. ثالثًا، هناك صعوبات في تفسير سبب تجمّد مناطق في القشرة الأرضية، وبقاء مناطق أخرى في حالة سائلة.
يرجع الفضل للجيوفيزيائي جاك أوليفر في تقديم أدلة زلزالية تدعم نظرية الصفائح التكتونية التي شملت وحلّت محل نظرية الانجراف القاري في مقالته «علم الزلازل والتكتونيات العالمية الجديدة» التي نشرت سنة 1968 م، وذلك باستخدام البيانات التي جُمعت من محطات زلازل، بما في ذلك تلك التي جمعها من جنوب المحيط الهاديء. ومن المعروف الآن أن هناك نوعان من القشرة: قشرة قارية وقشرة محيطية. القشرة القارية أخف وزنًا وتختلف في تكوينها عن القشرة المحيطية، ولكن كلاهما يتجاوران فوق دثار لدن. تنشأ القشرة المحيطية عند مناطق تمدد قاع البحر، التي تشكل مع الاندساس، النظام الذي يدفع الصفائح بطريقة فوضوية، نتج عنها حركة أوروجينية مستمرة، ومناطق ضغط غير متوزانة. قدمت نظرية الصفائح التكتونية تفسيرًا لكل هذا، بما في ذلك حركة القارات، بصورة أفضل من نظرية فيجنر.